# Manufacture des tabacs de Marseille
La Manufacture des tabacs de Marseille est un ensemble d'édifices du quartier de la Belle de Mai, dans le 3e arrondissement de Marseille, qui servait de manufacture des tabacs. Il abrite aujourd'hui le lieu culturel « Friche Belle de Mai», les Archives municipales de Marseille et un Pôle média.

## Les premières installations
Lorsqu'en 1681 Colbert étend le monopole de la vente du tabac à sa production et au conditionnement, il crée des manufactures royales. À Marseille une manufacture est implantée à proximité du couvent des Carmes déchaussés, à l'angle de la rue Paradis et de la rue Vacon, à l'emplacement de la rue Haxo qui ne sera ouverte qu'en 1843. À cette époque le tabac était consommé en poudre pour priser (aristocratie), en morceaux pour chiquer  ou râpé pour fumer la pipe. À la Révolution la loi du 27 mars 1791 rend libre la culture, la fabrication et le commerce du tabac. Cette liberté sera de courte durée car par décret du 29 décembre 1810, Napoléon Ier rétablit le monopole de l'ensemble de la chaîne de fabrication du tabac. C'est durant cette courte période de libéralisation que se développe un peu partout la culture des plants de tabac et que se crée une multitude d'entreprises privées : Marseille devient très renommée pour la fabrication des cigares qui étaient expédiés dans toute la France. Pour faciliter le contrôle de la production, seize manufactures sont créées dans les villes suivantes : Paris, Lyon, Marseille, Strasbourg, Toulouse, Bordeaux, Lille, Le Havre, Nancy, Morlaix, Tonneins, Bruxelles, Cologne, Amsterdam, Rotterdam et Brême. Le site de Marseille a été retenu car l'administration générale voulait profiter d'une part du climat favorable à la dessication des feuilles de tabac et d'autre part de la renommée des ouvrières marseillaises qui travaillaient jusqu'alors dans des entreprises privées pour la fabrication des cigares. Les ateliers de cette nouvelle manufacture sont installés rue Sainte, près de l'abbaye de Saint-Victor, dans des locaux vétustes appartenat au maire de Marseille, Antoine-Ignace Anthoine, négociant armateur.
Ces locaux étant particulièrement mal adaptés à la production du tabac, un transfert de ces ateliers est envisagé dès 1815. Il faudra cependant attendre 1863 pour qu'un projet de transfert dans le quartier de la Belle-de-Mai voit le jour.

## La manufacture de la Belle-de-Mai
En 1861 pour l'implantation d'une nouvelle manufacture des tabacs l'État achète à la compagnie anonyme des chemins de fer de Paris à Lyon et à la Méditerranée (PLM) un terrain de 26 000 m2 situé à proximité de la gare Saint-Charles dont l'implantation récente est de 1846. Ces terrains appartenaient aux demoiselles Jouvin et de Jobin qui les avaient vendus en 1858 à la compagnie du PLM. Le nom de Jobin sera donné à une des rues qui longe la manufacture.

## Présentation
Sa construction, sur les plans de l'architecte Désiré Michel, commença en 1862 pour s'achever en 1868. Elle fonctionna ensuite jusqu'en 1990, date à laquelle elle fut fermée.
Les quelque 300 ouvriers ont été soit licenciés soit mutés sur d'autres usines en France (mais le processus de fermetures des usines continua). Le service de préparation des commandes fut, lui, transféré sur Vitrolles.

Les locaux ont été laissés en friche pendant des années avant d'être réhabilités (en deux sites distincts : Friche de la Belle de Mai, située au n°41 de la rue Jobin, et Pôle Média de la Belle de Mai, au n°37 de la rue Guibal) et occupés par des entreprises, des associations centrées sur les arts visuels ainsi que les archives municipales de Marseille et les bureaux locaux de l'INA. 

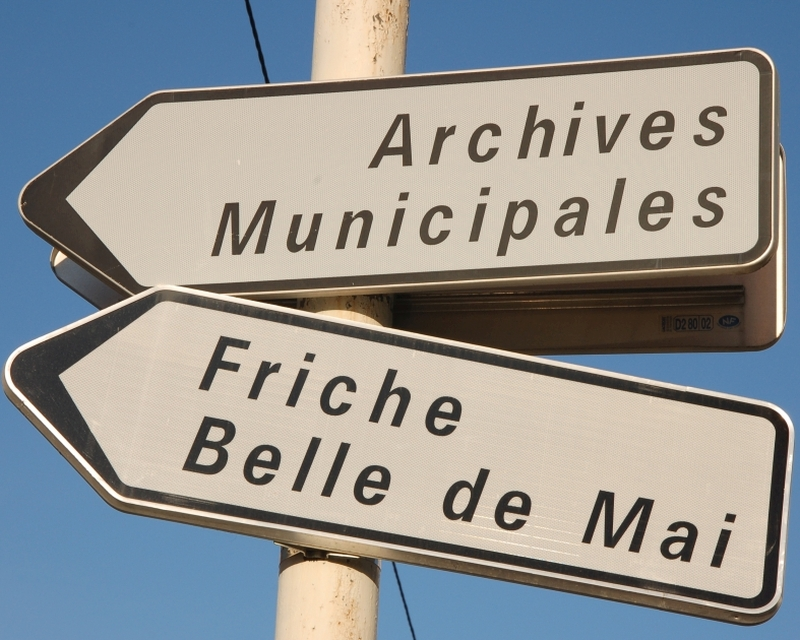
Reconversion de l'ancienne Manufacture des Tabacs